# 南口駅
南口駅（なんこうえき）は中華人民共和国北京市昌平区南口地区に位置する中国国鉄北京鉄路局が管轄する駅である。逢甲鉄路の完成に伴い、一般快速の本数は徐々に減少し、2018年4月には長距離一般快速の運行がすべて終了し、南口駅では近郊列車の旅客サービスのみが取り扱われるようになった。

## 所属路線
- 中国国鉄
  - 京包線：北京駅起点より64km、北京北駅より京張線経由で41km、包頭駅終点まで768km
  - 北京市郊外鉄道S2線

## 駅構造
- 単式ホーム1面、島式ホーム1面の地上駅である。ヤードと車両基地を有する。

## 利用状況
2012年10月現在、毎日34本の旅客列車が発着する。そのうち、S2線が30本、京包線が4本運行されている。

## 歴史
- 1906年 - 京張線（後の京包線）開通に伴い開業した[1]。
- 2008年8月6日 - S2線が開業。

## 隣の駅
中国国鉄
京包線
昌平北駅 - 南口駅 - 東園駅 （昌平駅は休止中につき京通線昌平北駅が始発駅である）
北京市郊外鉄道(京包線の線路を使用する)
S2線
黄土店駅 - 南口駅 - 八達嶺駅